# Henry Wessels
Henry Wessels es un deportista sudafricano que compitió en judo. Ganó una medalla de bronce en los Juegos Panafricanos de 1999, en la categoría de –66 kg.

## Palmarés internacional
| Juegos Panafricanos | Juegos Panafricanos       | Juegos Panafricanos | Juegos Panafricanos |
| Año                 | Lugar                     | Medalla             | Categoría           |
| ------------------- | ------------------------- | ------------------- | ------------------- |
| 1999                | Johannesburgo (Sudáfrica) | Medalla de bronce   | –66 kg              |